# 金包里慈護宮
25°13′15″N 121°38′25″E / 25.220888°N 121.640259°E
金包里慈護宮，又稱金山慈護宮、金山大廟，是位於臺灣新北市金山區金包里金山老街的媽祖廟，為金山的信仰中心，廟身於2019年6月17日被列為新北市文化資產「有形文化資產（歷史建築類）」，祭祀則於2018年11月6日被列為「無形文化資產（民俗類）」。

## 沿革
金山金包里老街是基隆北海岸最早開墾的地區，依文獻可追溯至乾隆年間的契約。慈護宮監事李國昌表示，嘉慶初年，漁民在野柳海邊石洞內發現有一尊媽祖神像，地方百姓捐錢建廟，並塑造一尊媽祖做為紀念，將原先漂流而來的媽祖神像放於大尊神像腹內，俗稱「二媽」，石洞也被百姓尊稱為「媽祖洞」。
嘉慶十四年（1809年），歲次己巳年間，在金包里街興建的媽祖廟落成，初名為「天后宮」，後更名「慈護宮」。廟為金山地區的信仰中心，俗稱「金包里媽祖廟」 、「金山大廟」，在《淡水廳誌》中記載此廟為天后宮十七廟之一。1867年基隆海嘯，廟身全毀，地方鄉紳以六年時間重建，陸續增建成今日閩南式宮殿規模。廟內仍保有同治十二年（1873年）到昭和年間歷次修繕的樑柱、對聯、題刻與牌匾等構件。剪黏有雲林藝師許清樹作品。
今址為金山區金包里街16號。2003年初，正殿上方樑柱有移位情況，廟方有意將廟拆掉重建，引起當地文史工作者發出保存聲浪。建築原列為暫定古蹟，在2017年2月22日新北市文化局招開的文資審議大會中，不列為文化資產。同年9月30日舉行動土典禮，但等到文化局審議通過才會拆除動工。2019年2月廟方申請為登錄歷史建築，經市政府古蹟歷史建築紀念建築史蹟聚落建築群及文化景觀審議會決議，於同年6月17日公告。

2019年12月30日，時任總統蔡英文於慈護宮宣示長照相關政策，為近年首次有國家元首參拜金包里慈護宮之行程。

## 祭祀

### 遶境與回野柳

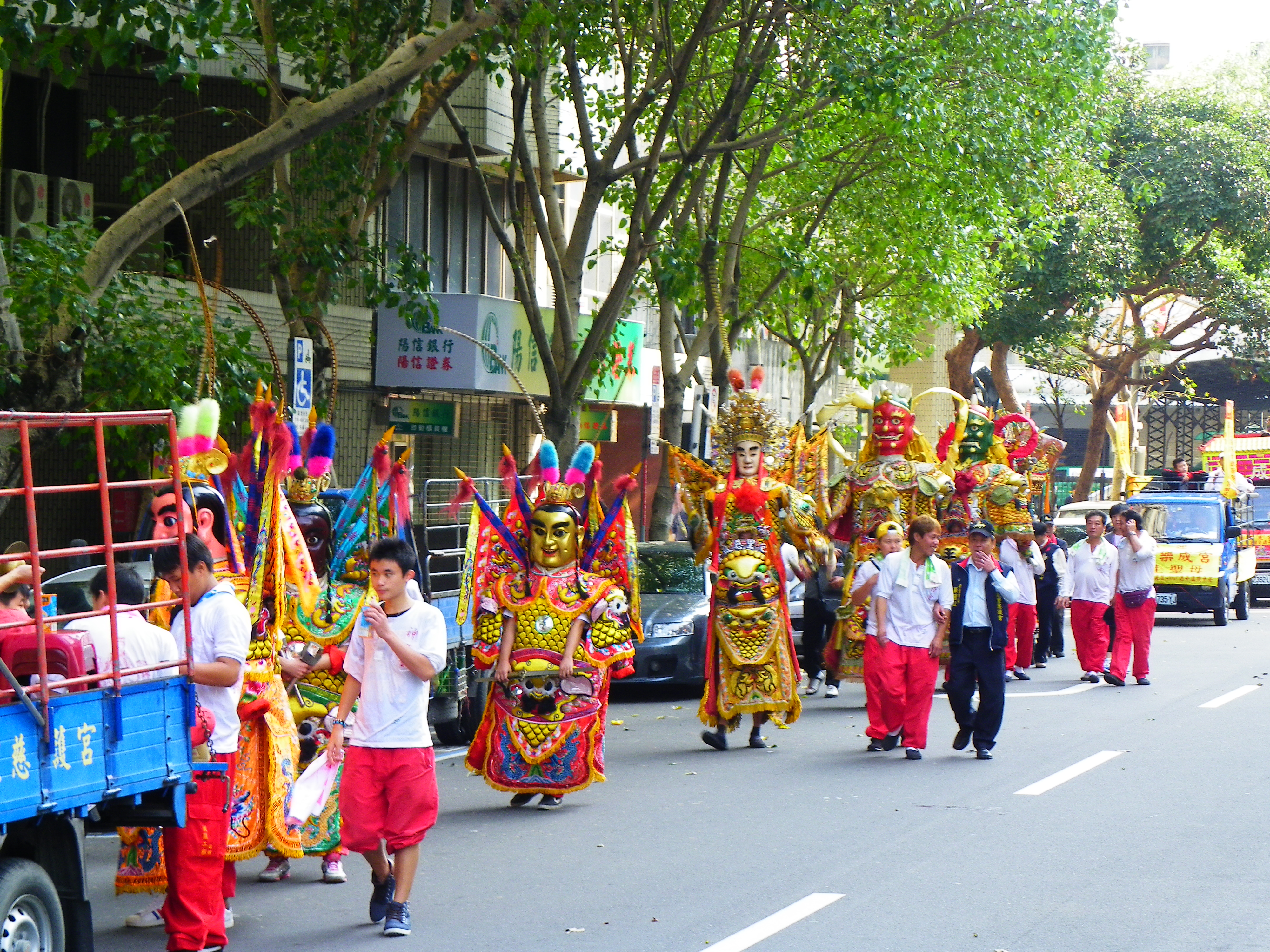
金包里慈護宮神將隊

農曆四月十五日遶境以紀念百多年前蝗災，金山各廟宇派出神像參加。廟方董事長王淵源在2001年表示，二百多年前金山曾大量蝗虫入境，將三、四月間正值生長期的農作物全部吃光，民不聊生，後來金面媽祖結合眾尊神祇一起遶境出巡，去除災運後，類似情事就不曾再發生，因此年年出巡。
無償捐出祖產土地建立金山醫院的鄭玉爐也曾參與護轎。
農曆四月十六日下午一時會將二媽神像送回野柳的發現地祭祀，由姊妹宮桃園慈護宮的六媽神像與金包里慈護宮開基神像陪同。2018年12月11日，新北市市政會議中，市長朱立倫頒授證書給廟方「金包里二媽回野柳媽祖洞祭典」無形文化資產證書。

### 中元普渡活動
金山的中元普渡分為各村的街普與金山慈護宮的廟普。農曆七月十三日至十五日，廟方分別舉行請頭燈、放水燈、普施。由金山十四村輪流擔任四大柱的爐主。金包里堡昔日只分成頂萬里、中萬里、下萬里、頂中股、下中股、頂角、中角和下角此八個庄頭。該堡昔日與石碇堡、基隆堡、三貂堡都屬於老大公廟的普渡圈範圍。
祭祀期間，金山慈護宮門前擺設以竹片和棉紙糊成的三間紙屋，翰林院供參加普渡的陣亡官兵休息之用，同歸所供無主孤魂休息之處，沐浴亭係給所有亡故者洗浴處所。正中央糊一尊蒙面的大士爺，旁邊有五個小人像，其意為引魂觀音指引五方引魂童子，招引孤魂野鬼到此聽經受渡，往生樂土。
農曆七月十四日晚上六點三十分，參加遊行遶境的陣頭包括媽從此廟出發，遶行中山路、慈護街、民生路、金包里街，最後抵達水尾漁港，至晚間十時三十許開始釋放水燈。燈斗首分為總會、爐主、天官、地官、三官、水官及主普、主會、主醮、主壇等十個，燈斗有各宗姓和公司行號。
農曆七月十五日早六時，廟方舉行掛榜儀式，以昭告鬼魂接受世人邀請，出席中元節祭祀，然後法師開始誦經超渡。傍晚，法師燒香祭拜神明後舉行淨桌，民眾才將祭品擺至供桌上，法師則在施普台施普。在晚七時三十分許，法師開始拋糖果、餅乾，邀請孤魂野鬼與民同樂；參加普渡的民眾搶孤，沾染福氣。十一時正，最後舉行跳鍾馗。
金包里慈護宮神將團
內有金吒太子 木吒太子 哪吒太子 中壇元帥  尉遲恭將軍 秦叔寶將軍 千里眼將軍（老祖） 順風耳將軍（老祖）千里眼將軍（新祖） 順風耳將軍（新祖）

## 外部連結
- 官方网站
- 金包里慈護宮的Facebook專頁
- 金包里二媽回野柳媽祖洞祭典——文化部文化資產局 （页面存档备份，存于）